# Square Lamarck
Le square Lamarck est une voie du 18e arrondissement de Paris, en France.

## Situation et accès

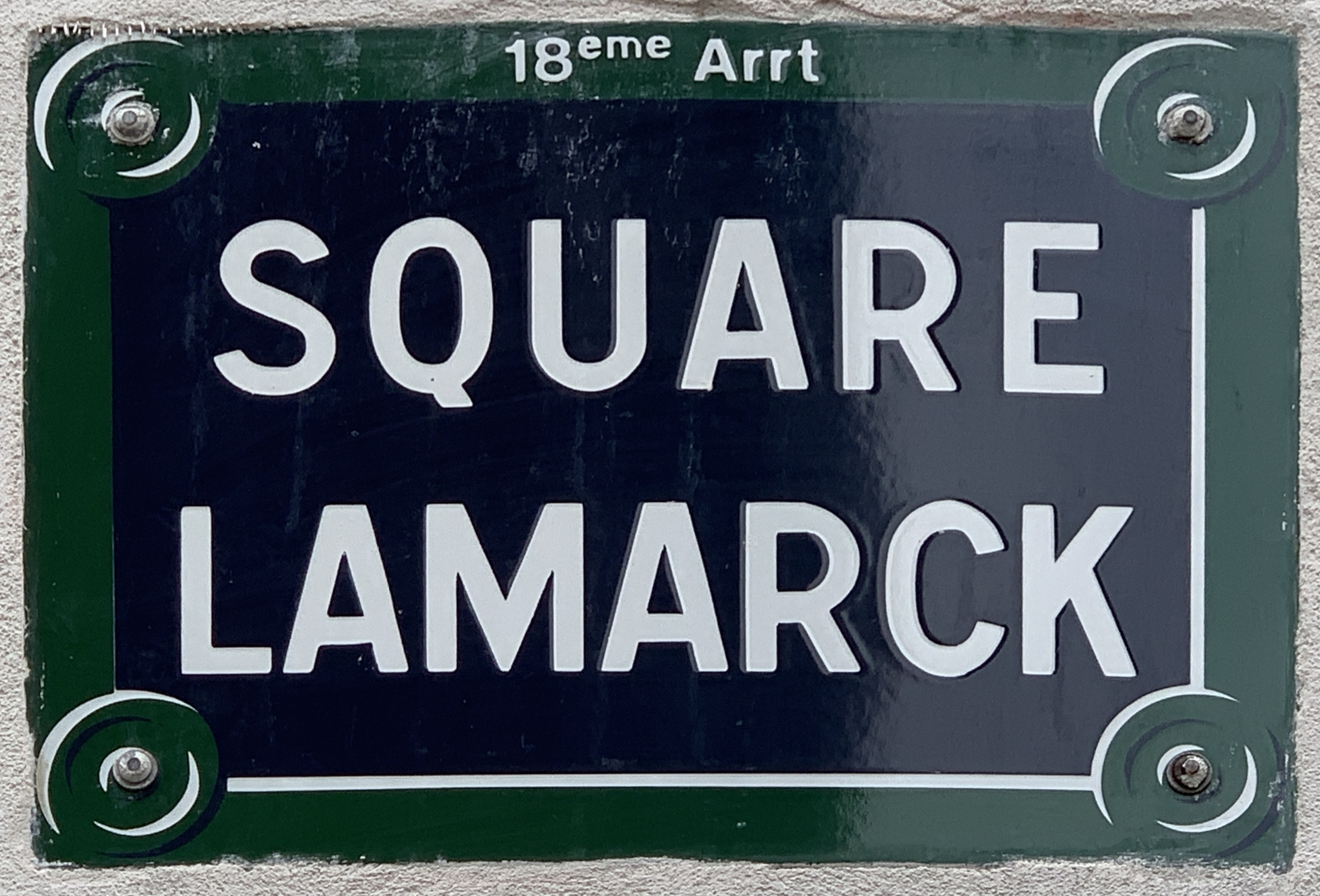
Plaque de la voie.

Le square Lamarck est une voie publique située dans le 18e arrondissement de Paris. Il débute au 102, rue Lamarck et se termine en impasse.

## Origine du nom
Le nom de la voie fait référence au naturaliste Jean-Baptiste de Lamarck, en raison de sa proximité avec la rue éponyme.

## Historique
Cette voie est ouverte en 1926 sous le nom de « villa Alphonse-Allais » en référence au journaliste, écrivain et humoriste français Alphonse Allais.
Elle prend sa dénomination actuelle en 1932 puis est classée dans la voirie parisienne par un arrêté du 2 avril 1968.